# Lista över månens kratrar
Detta är en lista över månens kratrar. Den stora majoriteten av dessa är nedslagskratrar. Kratrarnas nomenklatur styrs av Internationella astronomiska unionen (IAU) och denna lista inkluderar endast objekt som är officiellt erkända av dem.

## Kratrar
Månkratrarna är listade i följande underlistor. När en formation har anslutande satellitkratrar är dessa beskrivna i artikeln om huvudkratern.
A B C D E F G H I J K L M N O P Q R
S T U V W X Y Z